# Nekrolog Juni 2010
Nekrolog
◄◄
| ◄
| 2006
| 2007
| 2008
| 2009
| 2010 | 2011 | 2012 | 2013 | 2014 | ► | ►►
Januar |
Februar |
März |
April |
Mai |
Juni |
Juli |
August |
September |
Oktober |
November |
Dezember 2010
Weitere Ereignisse | Allgemeiner Nekrolog 2010
Die Beschreibung der verstorbenen Person sollte so kurz wie möglich gehalten sein und nur deren signifikante Tätigkeit(en) enthalten.
Neue Namen ggf. auch unter dem Geburts- und Sterbedatum, also etwa unter 1. Januar und im Geburts- und Sterbejahr (2024) eintragen (nur bei entsprechender großer Wichtigkeit). Für Beispiele siehe die schon vorhandenen Artikel.
Außerdem über die fünf zuletzt Verstorbenen, zu denen es einen ausreichend guten Artikel für eine Präsentation auf der Hauptseite gibt, nach der todesbedingten Überarbeitung der Artikel ggf. auch unter Wikipedia Diskussion:Hauptseite informieren und sie am besten auch in den anderen Wikipedia-Sprachversionen eintragen. Tipp: Regelmäßig bei news.google.de nach „ist tot“, „gestorben“ oder „verstorben“ suchen.
Wenn eine Person gestorben ist, gibt es viele Seiten zu dieser Person in der Wikipedia, die davon auch betroffen sind und entsprechend aktualisiert werden müssen. Beispiele: Namenübersichtsseite, Geburtsjahr, Geburtsort-Seiten und viele mehr.
Wie finde ich die betroffenen Seiten?
Im Suchfeld auf der linken Seite gibt man den Suchbegriff so ein: „Vorname Nachname“. Dann klickt man auf Volltext und alle Seiten mit entsprechendem Suchtext werden aufgerufen. Hier sieht man dann schnell, wo auch das Todesjahr Sinn macht oder sogar ein Teil des Artikels angepasst werden muss. Auch hilft das „Werkzeug“ auf der linken Seite sehr gut, um solche Seiten aufzufinden: „Links auf diese Seite“. Somit ist die Wikipedia wieder aktuell in allen Bereichen! Hinweis: bei Eintragung der Kategorie „Gestorben JAHR“ wird der Missbrauchsfilter 49 ausgelöst, was jedoch nicht schlimm ist. Siehe: Spezial:Missbrauchsfilter/49
Dies ist eine Liste von im Juni 2010 verstorbenen bekannten Persönlichkeiten. Die Einträge erfolgen innerhalb der einzelnen Daten alphabetisch sortiert. Tiere sind im Nekrolog für Tiere zu finden.

## Juni
| Tag         | Name                          | Beruf, bekannt als                                                                    | Alter | Beleg  |
| ----------- | ----------------------------- | ------------------------------------------------------------------------------------- | ----- | ------ |
| 1. Juni     | Rosa Arnsberg                 | Förderin des Dialogs zwischen jüdischen und nicht-jüdischen Deutschen                 | 101   |        |
| 1. Juni (?) | Floribert Chebeya             | kongolesischer Menschenrechtler                                                       | 46    |        |
| 1. Juni     | Kurihara Yūkō                 | japanischer Politiker                                                                 | 89    |        |
| 1. Juni     | Arthur Link                   | US-amerikanischer Politiker                                                           | 96    |        |
| 1. Juni     | Roger Manderscheid            | luxemburgischer Schriftsteller                                                        | 77    |        |
| 1. Juni     | Ōno Kazuo                     | japanischer Tänzer                                                                    | 103   |        |
| 1. Juni     | Helene Knorr                  | deutsche Politikerin                                                                  | 89    |        |
| 1. Juni     | Trajan Radew                  | bulgarischer Schriftsteller und Journalist                                            | 81    |        |
| 1. Juni     | Harald Schulz                 | deutscher Generalleutnant                                                             | 76    |        |
| 1. Juni     | Robert O. Smith               | US-amerikanischer Synchronsprecher                                                    | 67    |        |
| 1. Juni     | Joseph Strick                 | US-amerikanischer Filmregisseur                                                       | 86    |        |
| 1. Juni     | Andrei Wosnessenski           | russischer Dichter und Schriftsteller                                                 | 77    |        |
| 2. Juni     | Ole Jacob Bangstad            | norwegischer Militär und Sportfunktionär                                              | 93    |        |
| 2. Juni     | Luigi Colturi                 | italienischer Skirennläufer                                                           | 43    |        |
| 2. Juni     | Dorothy DeBorba               | US-amerikanische Kinderschauspielerin                                                 | 85    |        |
| 2. Juni     | La Polaca                     | spanische Tänzerin                                                                    | 65    | [ 1 ]  |
| 2. Juni     | António Rosa Coutinho         | portugiesischer Politiker und Admiral                                                 | 84    |        |
| 2. Juni     | Raymond Schneider             | Schweizer Meteorologe                                                                 | 88    |        |
| 2. Juni     | Giuseppe Taddei               | italienischer Opernsänger                                                             | 93    |        |
| 2. Juni     | Yoo Chang-soon                | südkoreanischer Politiker                                                             | 92    |        |
| 3. Juni     | João Aguiar                   | portugiesischer Schriftsteller                                                        | 66    |        |
| 3. Juni     | Wladimir Arnold               | russischer Mathematiker                                                               | 72    |        |
| 3. Juni     | Frank Bernasko                | ghanaischer Militär und Politiker                                                     | 79    |        |
| 3. Juni     | Frank E. Evans                | US-amerikanischer Politiker                                                           | 86    |        |
| 3. Juni     | John Hedgecoe                 | britischer Fotograf                                                                   | 78    |        |
| 3. Juni     | Paul Malliavin                | französischer Mathematiker                                                            | 84    |        |
| 3. Juni     | Rue McClanahan                | US-amerikanische Schauspielerin                                                       | 76    |        |
| 3. Juni     | Stephan Otto                  | deutscher Philosoph und Philosophiehistoriker                                         | 78    |        |
| 3. Juni     | Luigi Padovese                | italienischer Bischof                                                                 | 63    |        |
| 3. Juni     | Augusto Taiocchi              | italienischer Endurosportler                                                          | 59    |        |
| 3. Juni     | Hasan di Tiro                 | indonesischer Separatist                                                              | 84    |        |
| 4. Juni     | Raymond Allchin               | britischer Archäologe                                                                 | 86    |        |
| 4. Juni     | Gordon Robert Beyer           | US-amerikanischer Diplomat                                                            | 79    |        |
| 4. Juni     | Hans-Joachim Hegewald         | deutscher Schauspieler                                                                | 80    |        |
| 4. Juni     | Hans Koller                   | deutscher Politiker                                                                   | 72    |        |
| 4. Juni     | Jürgen Kross                  | deutscher Physiker                                                                    | 74    |        |
| 4. Juni     | David Markson                 | US-amerikanischer Schriftsteller                                                      | 82    |        |
| 4. Juni     | Pétur Sigurgeirsson           | isländischer Bischof                                                                  | 91    |        |
| 4. Juni     | Carlos Pinheiro               | portugiesischer Weihbischof                                                           | 85    |        |
| 4. Juni     | Hans Purin                    | österreichischer Architekt                                                            | 77    |        |
| 4. Juni     | Alfred Schaible               | deutscher Kommunalpolitiker und Gewerkschafter                                        | 84    |        |
| 4. Juni     | Johnny Werket                 | US-amerikanischer Eisschnellläufer                                                    | 85    |        |
| 4. Juni     | John Wooden                   | US-amerikanischer Basketballspieler und -trainer                                      | 99    |        |
| 5. Juni     | Esma Agolli                   | albanische Schauspielerin                                                             | 81    |        |
| 5. Juni     | Neil Anderson                 | neuseeländischer Admiral                                                              | 83    |        |
| 5. Juni     | Danny Bank                    | US-amerikanischer Jazz-Baritonsaxophonist, Flötist und Klarinettist                   | 87    |        |
| 5. Juni     | Angus Douglas-Hamilton        | britischer Adliger                                                                    | 71    |        |
| 5. Juni     | Bolívar Echeverría            | ecuadorianisch-mexikanischer Philosoph und Schriftsteller                             | 69    | [ 2 ]  |
| 5. Juni     | Stephen Hill                  | US-amerikanischer Pornodarsteller                                                     | 34    |        |
| 5. Juni     | Jacob Milgrom                 | US-amerikanischer Theologe                                                            | 87    | [ 3 ]  |
| 5. Juni     | Arne Nordheim                 | norwegischer Komponist                                                                | 78    |        |
| 5. Juni     | Tony Peluso                   | US-amerikanischer Musiker und Musikproduzent                                          | 60    |        |
| 5. Juni     | Steven Reuther                | US-amerikanischer Filmproduzent                                                       | 58    |        |
| 5. Juni     | Walter Schellenberger         | deutscher Politiker                                                                   | 89    |        |
| 5. Juni     | Wilhelm Schuler               | deutscher Chemiker, Erfinder und Unternehmer                                          | 95    |        |
| 5. Juni     | Robert J. Wussler             | US-amerikanischer Fernsehproduzent und Medienunternehmer                              | 73    |        |
| 6. Juni     | Mabi de Almeida               | angolanischer Fußballtrainer                                                          | 46    |        |
| 6. Juni     | Gerhard Baaken                | deutscher Historiker                                                                  | 82    |        |
| 6. Juni     | Jack Beeson                   | US-amerikanischer Komponist                                                           | 88    |        |
| 6. Juni     | György Bulányi                | ungarischer Priester                                                                  | 91    |        |
| 6. Juni     | Marvin Isley                  | US-amerikanischer Bassist                                                             | 56    |        |
| 6. Juni     | Dana Key                      | US-amerikanischer Musiker und Pastor                                                  | 56    |        |
| 6. Juni     | Matthias Lauber               | Schweizer Eishockeyspieler                                                            | 33    |        |
| 6. Juni     | Ruth Mattheis                 | deutsche Medizinerin                                                                  | 90    | [ 4 ]  |
| 6. Juni     | Chalid Muhammad Saʿid         | ägyptischer Blogger                                                                   | 28    |        |
| 6. Juni     | Abraham Nathanson             | US-amerikanischer Grafikdesigner                                                      | 80    |        |
| 6. Juni     | Paul Wunderlich               | deutscher Maler                                                                       | 83    |        |
| 7. Juni     | Stuart Cable                  | britischer Rockmusiker                                                                | 40    |        |
| 7. Juni     | Chai Zemin                    | chinesischer Diplomat                                                                 | 93    |        |
| 7. Juni     | Mordechai Elijahu             | israelischer Großrabbiner                                                             | 81    |        |
| 7. Juni     | Bernd Monheim                 | deutscher Unternehmer                                                                 | 77    |        |
| 7. Juni     | Oliver N’Goma                 | gabunischer Musiker                                                                   | 51    |        |
| 7. Juni     | Ómar Rayo                     | kolumbianischer Künstler                                                              | 82    |        |
| 7. Juni     | Friedrich Zunkel              | deutscher Sozialhistoriker                                                            | 84    |        |
| 8. Juni     | Margaret Delacourt-Smith      | britische Politikerin                                                                 | 94    |        |
| 8. Juni     | Porfi Jiménez                 | venezolanischer Musiker                                                               | 82    |        |
| 8. Juni     | Karl Mann                     | deutscher Jurist                                                                      | 89    |        |
| 8. Juni     | Plamen Maslarow               | bulgarischer Regisseur                                                                | 60    |        |
| 8. Juni     | Ismael Rolón                  | paraguayischer Erzbischof und Menschenrechtler                                        | 96    |        |
| 8. Juni     | Roger Sablonier               | Schweizer Historiker                                                                  | 69    |        |
| 8. Juni     | Crispian St. Peters           | britischer Sänger                                                                     | 71    |        |
| 8. Juni     | Berthold Thoma                | österreichischer Unternehmer                                                          | 46    |        |
| 8. Juni     | Andreas Voutsinas             | griechischer Schauspieler und Regisseur                                               | 77    |        |
| 9. Juni     | Epaminondas José de Araújo    | brasilianischer Bischof                                                               | 88    |        |
| 9. Juni     | Henri Bacry                   | französischer Physiker                                                                | 81    |        |
| 9. Juni     | Wolfgang Böhme                | deutscher Theologe                                                                    | 91    |        |
| 09. Juni    | Erwin Burkard                 | deutscher Politiker                                                                   | 90    |        |
| 9. Juni     | Kurt Hörmann                  | deutscher Trabrennfahrer und -trainer                                                 | 84    |        |
| 9. Juni     | Bobby Kromm                   | kanadischer Eishockeyspieler und -trainer                                             | 82    |        |
| 9. Juni     | Joseph McKinney               | US-amerikanischer Weihbischof                                                         | 81    | [ 5 ]  |
| 9. Juni     | Paul Moer                     | US-amerikanischer Jazzpianist                                                         | 93    |        |
| 9. Juni     | Gernot Rotter                 | deutscher Islamwissenschaftler                                                        | 69    |        |
| 9. Juni     | Hermann Schnabel              | deutscher Unternehmer                                                                 | 89    |        |
| 9. Juni     | Marina Semjonowa              | russische Tänzerin                                                                    | 101   |        |
| 9. Juni     | Oleksandr Sintschenko         | ukrainischer Politiker                                                                | 53    |        |
| 9. Juni     | Christine Johnson Smith       | US-amerikanische Schauspielerin und Sopranistin                                       | 98    |        |
| 9. Juni     | Harold Ivory Williams         | US-amerikanischer Gospel- und Fusionmusiker                                           | 60    |        |
| 10. Juni    | Gene Conners                  | US-amerikanischer Jazz-Posaunist                                                      | 79    |        |
| 10. Juni    | Paul Dobbs                    | neuseeländischer Motorsportler                                                        | 39    |        |
| 10. Juni    | Ginette Garcin                | französische Schauspielerin                                                           | 82    |        |
| 10. Juni    | Rolf Jahncke                  | deutscher Schauspieler und Autor                                                      | 87    |        |
| 10. Juni    | Benjamin Gibbs Kohl           | US-amerikanischer Historiker                                                          | 71    |        |
| 10. Juni    | Martin Loicht                 | österreichischer Motorrad-Straßenrennfahrer                                           | 48    |        |
| 10. Juni?   | Vlaho Orlić                   | serbischer Wasserballspieler und -trainer                                             | 76    |        |
| 10. Juni    | Ferdinand Oyono               | kamerunischer Schriftsteller und Politiker                                            | 80    |        |
| 10. Juni    | Sigmar Polke                  | deutscher Maler und Fotograf                                                          | 69    |        |
| 10. Juni    | Ingeborg Schober              | deutsche Musikjournalistin                                                            | ?     | [ 6 ]  |
| 10. Juni    | Basil Myron Schott            | US-amerikanischer Bischof                                                             | 70    |        |
| 11. Juni    | Burkhard Bergius              | deutscher Architekt und Stadtplaner                                                   | 73    |        |
| 11. Juni    | Henri Cuq                     | französischer Politiker                                                               | 68    |        |
| 11. Juni    | Alain Frast                   | luxemburgischer Journalist und Politiker                                              | 45    |        |
| 11. Juni    | Charles Bixler Heiser         | US-amerikanischer Botaniker                                                           | 89    |        |
| 11. Juni    | Diethard von Koenigsmarck     | deutscher Unternehmer                                                                 | 87    |        |
| 11. Juni    | Kurt Lüthi                    | Schweizer reformierter Theologe                                                       | 86    |        |
| 11. Juni    | Bledar Mahmutaj               | österreichischer Handballspieler                                                      | 22    |        |
| 11. Juni    | Fuat Mansurow                 | sowjetischer bzw. kasachischer Dirigent                                               | 82    |        |
| 11. Juni    | William J. Mitchell           | US-amerikanischer Architekt und Zukunftsforscher                                      | 65    |        |
| 11. Juni    | Johnny Parker                 | britischer Musiker                                                                    | 80    |        |
| 11. Juni    | Andrzej Piątkowski            | polnischer Fechter                                                                    | 75    |        |
| 11. Juni    | Jewgeni Raikow                | sowjetischer Opernsänger                                                              | 73    |        |
| 11. Juni    | Paul Reekie                   | britischer Schriftsteller und Musiker                                                 | 50    |        |
| 11. Juni    | Martine Sarcey                | französische Schauspielerin                                                           | 81    |        |
| 11. Juni    | Hiltrud Schröter              | deutsche Erziehungswissenschaftlerin                                                  |       |        |
| 11. Juni    | Hugo Stehkämper               | deutscher Historiker und Archivar                                                     | 81    |        |
| 11. Juni    | Walter Trapp                  | deutscher Kommunalpolitiker                                                           | 89    |        |
| 11. Juni    | James Wood                    | US-amerikanischer Kunsthistoriker                                                     | 69    |        |
| 12. Juni    | Max Schneider                 | österreichischer Politiker und Antifaschist                                           | 88    |        |
| 12. Juni    | Robert Thomas Davis           | US-amerikanischer Footballspieler und Politiker                                       | 83    |        |
| 12. Juni    | Bernd Eisenfeld               | deutscher Historiker und DDR-Oppositioneller                                          | 69    |        |
| 12. Juni    | Sigi Hoppe                    | deutscher Schlagersänger                                                              | 74    |        |
| 12. Juni    | Richard Keynes                | britischer Biologe                                                                    | 90    |        |
| 12. Juni    | Karel Láznička                | tschechoslowakischer Volleyballspieler                                                | 82    |        |
| 12. Juni    | Benno Lemke                   | deutscher Politiker                                                                   | 51    |        |
| 12. Juni    | Daisy d’Ora                   | deutsche Schauspielerin                                                               | 97    |        |
| 12. Juni    | Luigi Petrini                 | italienischer Filmregisseur und Drehbuchautor                                         | 75    |        |
| 12. Juni    | Zdeněk Pulec                  | tschechischer Posaunist                                                               | 73    |        |
| 12. Juni    | Les Richter                   | US-amerikanischer Football-Spieler und Motorsportfunktionär                           | 79    |        |
| 12. Juni    | Egon Ronay                    | britischer Gastronomiekritiker                                                        | 94    |        |
| 12. Juni    | Philip Selznick               | US-amerikanischer Soziologe                                                           | 91    |        |
| 12. Juni    | Jerzy Stefan Stawiński        | polnischer Schriftsteller und Filmregisseur                                           | 88    | [ 7 ]  |
| 12. Juni    | Al Williamson                 | US-amerikanischer Comic-Zeichner                                                      | 79    |        |
| 12. Juni    | Alfredo Marcucci              | argentinischer Bandoneonist, Dirigent und Arrangeur                                   | 80    |        |
| 13. Juni    | Tom S. Buechner               | US-amerikanischer Künstler                                                            | 83    |        |
| 13. Juni    | Jimmy Dean                    | US-amerikanischer Sänger                                                              | 81    |        |
| 13. Juni    | Ernest Fleischmann            | deutsch-US-amerikanischer Impresario und Geschäftsführer des Los Angeles Philharmonic | 85    |        |
| 13. Juni    | Iossif Florianowitsch Geilman | russischer Experte für Gebärdensprache, Gebärdensprachdolmetscher und Autor           | 87    |        |
| 13. Juni    | Hua Junwu                     | chinesischer Karikaturist                                                             | 95    |        |
| 13. Juni    | Emilio Macias                 | philippinischer Politiker                                                             | 76    |        |
| 13. Juni    | Marcel Schwander              | Schweizer Journalist                                                                  | 80    |        |
| 13. Juni    | Günther Heinze                | deutscher Schmied, Abgeordneter der Volkskammer (FDGB)                                | 85    |        |
| 14. Juni    | Lutz Otto                     | deutscher Fußballspieler                                                              | 55    |        |
| 14. Juni    | Ken Brown                     | britischer Musiker                                                                    | 70    | [ 8 ]  |
| 14. Juni    | Resi Hammerer                 | österreichische Skirennläuferin                                                       | 85    |        |
| 14. Juni    | Jiří Kavan                    | tschechoslowakischer Handballspieler                                                  | 66    |        |
| 14. Juni    | Leonid Kisim                  | sowjetischer Kosmonaut                                                                | 68    |        |
| 14. Juni    | Horst Krautkrämer             | deutscher Rundfunkredakteur und Förderer des Hörspiels                                | 72    |        |
| 14. Juni    | Anton Maximilian Kreuzer      | deutscher Jurist                                                                      | 80    |        |
| 14. Juni    | Jean-François Kurz            | Schweizer Sportfunktionär                                                             | 76    |        |
| 14. Juni    | Arnold Schlader               | deutscher Künstler, Autor und Pädagoge                                                | 66    |        |
| 14. Juni    | Jaroslav Škarvada             | tschechischer Weihbischof                                                             | 85    |        |
| 14. Juni    | Bep Verstoep                  | belgische Badmintonspielerin                                                          | 71    |        |
| 14. Juni    | Frithjof Fratzer              | deutscher Jurist und Autor                                                            | 75    |        |
| 15. Juni    | Thomas Ashley                 | US-amerikanischer Politiker                                                           | 87    |        |
| 15. Juni    | Bekim Fehmiu                  | jugoslawischer Schauspieler                                                           | 74    |        |
| 15. Juni    | Winfried Hampel               | deutscher Chemiker und Politiker (LDPD, BFD, FDP, CDU), MdA                           | 74    |        |
| 15. Juni    | Charles Hickcox               | US-amerikanischer Schwimmer                                                           | 63    |        |
| 15. Juni    | Günter Imhof                  | deutscher Fußballspieler                                                              | 76    |        |
| 15. Juni    | Franz Josef In der Smitten    | deutscher Rundfunktechniker                                                           | 81    |        |
| 15. Juni    | Heidi Kabel                   | deutsche Schauspielerin                                                               | 95    |        |
| 15. Juni    | Tadashi Kawashima             | japanischer Mangaka                                                                   | 42    |        |
| 15. Juni    | Wendell Logan                 | US-amerikanischer Jazzmusiker und Komponist                                           | 69    |        |
| 15. Juni    | Peter Lødrup                  | norwegischer Jurist                                                                   | 77    |        |
| 15. Juni    | Busi Mhlongo                  | südafrikanische Sängerin                                                              | 62    |        |
| 15. Juni    | Natalija Tolstaja             | sowjetische bzw. russische Linguistin, Schriftstellerin und Hochschullehrerin         | 67    |        |
| 15. Juni    | Roland Valenzuela             | honduranischer Politiker                                                              | 41    |        |
| 15. Juni    | Emil Worsch                   | österreichischer Hydrogeologe und Rutengeher                                          | 96    |        |
| 16. Juni    | Marc Bazin                    | haitianischer Politiker                                                               | 78    |        |
| 16. Juni    | Bill Dixon                    | US-amerikanischer Jazzmusiker                                                         | 84    |        |
| 16. Juni    | Alfred Fleischhacker          | deutscher Journalist in der DDR                                                       | 86    |        |
| 16. Juni    | Maureen Forrester             | kanadische Opernsängerin                                                              | 79    |        |
| 16. Juni    | Amedeo Guillet                | italienischer Offizier                                                                | 101   |        |
| 16. Juni    | Julius Horvath                | österreichischer Politiker                                                            | 97    |        |
| 16. Juni    | Ronald Neame                  | britischer Filmregisseur und Kameramann                                               | 99    |        |
| 16. Juni    | Paul Reutlinger               | Schweizer Manager                                                                     | 67    |        |
| 16. Juni    | Gary Shider                   | US-amerikanischer Musiker                                                             | 56    |        |
| 16. Juni    | Haidi Streletz                | deutsche Politikerin                                                                  | 78    |        |
| 16. Juni    | Natalja Tolstaja              | russisch-schwedische Schriftstellerin                                                 | 67    |        |
| 16. Juni    | Günter Oldenburg              | deutscher Militär, Generalmajor der LSK/LV der Nationalen Volksarmee                  | 78    |        |
| 17. Juni    | Hans Breitbarth               | deutscher Jurist und Politiker                                                        | 81    |        |
| 17. Juni    | Hayley Crook                  | britisches Dessous-Model                                                              | 23    |        |
| 17. Juni    | Elżbieta Czyżewska            | polnische Schauspielerin                                                              | 72    |        |
| 17. Juni    | Hans Dichand                  | österreichischer Zeitungsherausgeber und Journalist                                   | 89    |        |
| 17. Juni    | Robbert Fack                  | niederländischer Diplomat                                                             | 93    |        |
| 17. Juni    | Sebastian Horsley             | britischer Schriftsteller und Künstler                                                | 47    |        |
| 17. Juni    | Christoph Wagner              | österreichischer Gastronomie-Kritiker                                                 | 56    | [ 9 ]  |
| 18. Juni    | Peter Aschwanden              | Schweizer Filmemacher                                                                 |       |        |
| 18. Juni?   | Dimče Belovski                | jugoslawischer Diplomat                                                               | 86    | [ 10 ] |
| 18. Juni    | Marcel Bigeard                | französischer Militäroffizier                                                         | 94    |        |
| 18. Juni    | Bogdan Bogdanović             | serbischer Architekt und Autor                                                        | 87    |        |
| 18. Juni    | Robert Galambos               | US-amerikanischer Biologe                                                             | 96    |        |
| 18. Juni    | Brian Grice                   | US-amerikanischer Schlagzeuger im Bereich des Jazz, Blues und Soul                    | 53    |        |
| 18. Juni    | Oda Mielenhausen              | deutsche Tischtennisspielerin                                                         | 71    |        |
| 18. Juni    | Eric W. Mountjoy              | kanadischer Geologe                                                                   | 78    |        |
| 18. Juni    | José Saramago                 | portugiesischer Schriftsteller                                                        | 87    |        |
| 18. Juni    | Hans Joachim Sewering         | deutscher Mediziner                                                                   | 94    |        |
| 18. Juni    | Aaron Dodd                    | US-amerikanischer Jazz-Tubist                                                         | 62    |        |
| 18. Juni    | Humberto Solano               | costa-ricanischer Radrennfahrer                                                       | 65    |        |
| 19. Juni    | Manute Bol                    | sudanesischer Basketballspieler                                                       | 47    |        |
| 19. Juni    | Anwar Chowdhry                | pakistanischer Boxfunktionär                                                          | 86    |        |
| 19. Juni    | Marvin L. Esch                | US-amerikanischer Politiker                                                           | 82    |        |
| 19. Juni    | Mohammed Ali Hamadi           | libanesischer Terrorist                                                               | 46    |        |
| 19. Juni    | Helmuth Hoffmann              | deutscher Tischtennisspieler                                                          | 90    |        |
| 19. Juni    | Robin Matthews                | britischer Ökonom und Schachkomponist                                                 | 83    |        |
| 19. Juni    | Carlos Monsiváis              | mexikanischer Schriftsteller und Historiker                                           | 72    |        |
| 19. Juni    | Wolfgang Pechhold             | deutscher Physiker                                                                    | 79    |        |
| 19. Juni    | Anthony Quinton               | britischer Philosoph und Rundfunkmoderator                                            | 85    |        |
| 19. Juni    | Stephan Rudas                 | österreichischer Mediziner                                                            | 66    |        |
| 19. Juni    | Miguel Ángel Silva Rubio      | peruanischer Musiker                                                                  | 78    |        |
| 19. Juni    | Nico Smith                    | südafrikanischer Theologe                                                             | 81    |        |
| 19. Juni    | Ursula Thiess                 | deutsch-US-amerikanische Schauspielerin                                               | 86    |        |
| 19. Juni    | Jay Wadenpfuhl                | US-amerikanischer Hornist, Komponist und Hochschullehrer                              | 60    |        |
| 20. Juni    | Drago Ćupić                   | jugoslawischer Slawist                                                                | 78    |        |
| 20. Juni    | Jacques Yaméogo               | burkinischer Fußballspieler und -trainer                                              | 66    |        |
| 20. Juni    | Vladimír Dlouhý               | tschechischer Schauspieler                                                            | 52    |        |
| 20. Juni    | Hermann Lais                  | deutscher Theologe                                                                    | 97    | [ 11 ] |
| 20. Juni    | Raymond Parks                 | US-amerikanischer Motorsportler                                                       | 96    |        |
| 20. Juni    | Abdolmalek Rigi               | iranischer Terrorist                                                                  | 31    |        |
| 20. Juni    | Roberto Rosato                | italienischer Fußballspieler                                                          | 66    |        |
| 20. Juni    | Edith Shain                   | US-amerikanische Krankenschwester                                                     | 91    |        |
| 20. Juni    | Helmut Straßburger            | deutscher Regisseur und Schauspieler                                                  | 80    | [ 12 ] |
| 20. Juni    | Floris Takens                 | niederländischer Mathematiker                                                         | 69    | [ 13 ] |
| 20. Juni    | Ken Talbot                    | australischer Unternehmer                                                             | 59    |        |
| 20. Juni    | Jaap Tinbergen                | niederländischer Astronom                                                             | 75    |        |
| 20. Juni    | Harry Blackmore Whittington   | britischer Paläontologe                                                               | 94    |        |
| 21. Juni?   | Felix Michael Deichmann       | deutscher Pianist und Hochschullehrer                                                 | 74    |        |
| 21. Juni    | Héctor Demarco                | uruguayischer Fußballspieler                                                          | 74    |        |
| 21. Juni    | Wilfried Feldenkirchen        | deutscher Wirtschaftshistoriker                                                       | 62    |        |
| 21. Juni    | Hector Laing                  | britischer Wirtschaftsmanager und Politiker                                           | 87    |        |
| 21. Juni    | Melketsedek Haileyesus        | äthiopischer Erzbischof                                                               | 51    |        |
| 21. Juni    | George H. Mealy               | US-amerikanischer Mathematiker                                                        | 82    |        |
| 21. Juni    | Maria Metzker                 | österreichische Gewerkschafterin und Politikerin (SPÖ), Abgeordnete zum Nationalrat   | 93    |        |
| 21. Juni    | Alfons Musterle               | deutscher Theologe                                                                    | 78    |        |
| 21. Juni    | Ingeborg Pertmayr             | österreichische Wasserspringerin                                                      | 63    |        |
| 21. Juni    | William S. Richardson         | US-amerikanischer Jurist und Politiker                                                | 90    |        |
| 21. Juni    | Manfred Römbell               | deutscher Schriftsteller                                                              | 68    |        |
| 21. Juni    | İlhan Selçuk                  | türkischer Journalist                                                                 | 85    |        |
| 21. Juni    | Chris Sievey                  | britischer Komiker und Musiker                                                        | 54    |        |
| 21. Juni    | Tam White                     | schottischer Sänger und Schauspieler                                                  | 67    |        |
| 21. Juni    | Larry Jon Wilson              | US-amerikanischer Musiker, Sänger und Songwriter                                      | 69    | [ 14 ] |
| 22. Juni    | Amos R. Little                | US-amerikanischer Sportfunktionär                                                     | 93    |        |
| 22. Juni    | Bernhard Ditteney             | deutscher Jurist und ehemaliger Landrat von Karlsruhe                                 | 77    |        |
| 22. Juni    | Marie-Luise Jahn              | deutsche Widerstandskämpferin gegen den Nationalsozialismus                           | 92    |        |
| 22. Juni    | Peter Jurczek                 | deutscher Geograph                                                                    | 60    |        |
| 22. Juni    | Hanns Malissa                 | österreichischer Universitätsprofessor für Analytische Chemie                         | 89    |        |
| 22. Juni    | Rudolf Recktenwald            | deutscher Politiker                                                                   | 89    |        |
| 22. Juni    | Uwe Steffen                   | lutherischer Theologe                                                                 | 82    |        |
| 22. Juni    | Hanna Weischedel              | deutsche Germanistin                                                                  | 88    |        |
| 22. Juni    | Gerd Weisgerber               | deutscher Montanarchäologe                                                            | 72    |        |
| 23. Juni    | Peter Quaife                  | britischer Musiker                                                                    | 66    |        |
| 23. Juni    | Dolores Bauer                 | österreichische Journalistin                                                          | 75    |        |
| 23. Juni    | Jörg Berger                   | deutscher Fußballtrainer                                                              | 65    |        |
| 23. Juni    | Rainer Degen                  | deutscher Altorientalist                                                              | 69    |        |
| 23. Juni    | Gisela Degler-Rummel          | deutsche Illustratorin                                                                | 70    | [ 15 ] |
| 23. Juni    | Dermot Earley                 | irischer General und Gaelic-Football-Spieler                                          | 62    |        |
| 23. Juni    | Allyn Ferguson                | US-amerikanischer Komponist                                                           | 85    |        |
| 23. Juni    | Magda Frank                   | ungarisch-argentinische Bildhauerin                                                   | 95    |        |
| 23. Juni    | Frank Giering                 | deutscher Schauspieler                                                                | 38    |        |
| 23. Juni    | Stephen Gilbert               | nordirischer Schriftsteller                                                           | 97    |        |
| 23. Juni    | John Haugeland                | US-amerikanischer Philosoph                                                           | 65    |        |
| 23. Juni    | Pawel Ljubimow                | russischer Filmregisseur                                                              | 71    |        |
| 23. Juni    | Mohamed Mzali                 | tunesischer Politiker und IOC-Mitglied                                                | 84    |        |
| 23. Juni    | Wladimir Sobolew              | sowjetischer Diplomat                                                                 | 85    | [ 16 ] |
| 23. Juni    | Ferdinand Stümer              | deutscher Politiker                                                                   | 88    |        |
| 23. Juni    | Peter Edward Walker           | britischer Politiker                                                                  | 78    |        |
| 24. Juni    | Fred Anderson                 | US-amerikanischer Jazzmusiker                                                         | 81    |        |
| 24. Juni    | JoJo Billingsley              | US-amerikanische Sängerin                                                             | 58    |        |
| 24. Juni    | Cherubim Dambui               | Papua-Neuguineaser Bischof                                                            | 62    |        |
| 24. Juni    | Francis Dreyfus               | französischer Musikverleger                                                           | 70    |        |
| 24. Juni    | Arne Ellingsen                | norwegischer Skispringer                                                              | 85    |        |
| 24. Juni    | Tomislav Gotovac              | jugoslawischer Konzeptkünstler und Schauspieler                                       | 73    |        |
| 24. Juni    | Chuck Hedges                  | US-amerikanischer Jazz-Musiker                                                        | 77    |        |
| 24. Juni    | Rudi Huhn                     | deutscher Heimatforscher (Dessau), Fotograf und Autor                                 | 91    |        |
| 24. Juni    | Wulf Konold                   | deutscher Theaterintendant                                                            | 63    |        |
| 24. Juni    | Alan Krueck                   | US-amerikanischer Musikwissenschaftler                                                | 70    |        |
| 24. Juni    | Kazimierz Paździor            | polnischer Boxer                                                                      | 75    |        |
| 24. Juni    | Hans-Jürgen Pesch             | deutscher Mediziner                                                                   | 75    |        |
| 24. Juni    | Eva Prager                    | deutsch-kanadische Grafikerin und Malerin                                             | 97    |        |
| 24. Juni    | Antonio Amaral de Sampaio     | brasilianischer Diplomat                                                              | 80    |        |
| 24. Juni    | Herta Talmar                  | österreichische Operetten- und Opernsängerin (Sopran) sowie Schauspielerin            | 89    |        |
| 25. Juni    | Jürgen Dietrich               | deutscher Politiker                                                                   | 75    |        |
| 25. Juni    | José María Díez-Alegría       | spanischer Theologe                                                                   | 98    |        |
| 25. Juni    | Brian Flowers, Baron Flowers  | britischer Physiker                                                                   | 85    |        |
| 25. Juni    | Kalev Kesküla                 | estnischer Schriftsteller                                                             | 50    |        |
| 25. Juni    | Žarko Komanin                 | jugoslawischer bzw. serbischer Schriftsteller                                         | 74    |        |
| 25. Juni    | Franz Kröll                   | österreichischer Polizeioffizier                                                      |       |        |
| 25. Juni    | Wilhelm H. Neuser             | deutscher Kirchenhistoriker                                                           | 84    |        |
| 25. Juni    | Branislav Pešić               | jugoslawischer Mediziner                                                              | 83    |        |
| 25. Juni    | Alan Plater                   | britischer Schriftsteller und Drehbuchautor                                           | 75    |        |
| 25. Juni    | Peter-Christoph Runge         | deutscher Sänger                                                                      | 77    |        |
| 25. Juni    | Werner Schröder               | deutscher Jurist und Richter am Bundessozialgericht                                   | 94    |        |
| 25. Juni    | Wu Guanzhong                  | chinesischer Maler und Hochschullehrer                                                | 90    |        |
| 26. Juni    | Édgar García de Dios          | mexikanischer Fußballspieler                                                          | 32    |        |
| 26. Juni    | Algirdas Brazauskas           | litauischer Politiker                                                                 | 77    | [ 17 ] |
| 26. Juni    | Aldo Giuffrè                  | italienischer Schauspieler                                                            | 86    |        |
| 26. Juni    | Maria Hornung                 | österreichische Sprachwissenschaftlerin                                               | 90    |        |
| 26. Juni    | Ekkehard Kaufmann             | deutscher Jurist und Hochschullehrer                                                  | 87    |        |
| 26. Juni    | Francis Isnard                | französischer Fußballspieler                                                          | 65    |        |
| 26. Juni    | Paulo Teixeira Jorge          | angolanischer Politiker                                                               | 76    |        |
| 26. Juni    | Charles Spencer King          | britischer Autoingenieur und Entwickler des Range Rover                               | 85    |        |
| 26. Juni    | Benny Powell                  | US-amerikanischer Jazzmusiker                                                         | 80    |        |
| 26. Juni    | Sergio Vega                   | mexikanischer Sänger                                                                  | 40    |        |
| 26. Juni    | Werner Walde                  | deutscher Politiker                                                                   | 84    |        |
| 26. Juni    | Wolfgang Walter               | deutscher Mathematiker                                                                | 83    |        |
| 26. Juni    | Adam Zielinski                | polnischer Schriftsteller                                                             | 81    |        |
| 27. Juni    | Corey Allen                   | US-amerikanischer Schauspieler                                                        | 75    |        |
| 27. Juni    | Dolph Briscoe                 | US-amerikanischer Politiker                                                           | 87    |        |
| 27. Juni    | Ken Coates                    | britischer Politiker                                                                  | 79    |        |
| 27. Juni    | Harold Cowart                 | US-amerikanischer Musiker                                                             | 66    |        |
| 27. Juni    | João Gonçalves Filho          | brasilianischer Schwimmer und Wasserballspieler                                       | 75    |        |
| 27. Juni    | Rina Gagliardi                | italienische Politikerin                                                              | 62    |        |
| 27. Juni    | Sjoerd Kooistra               | niederländischer Gastronom                                                            | 59    |        |
| 27. Juni    | Edo Mulahalilović             | jugoslawischer bzw. bosnischer Musiker                                                | 46    |        |
| 27. Juni    | Andreas Okopenko              | österreichischer Schriftsteller                                                       | 80    |        |
| 27. Juni    | Rammellzee                    | US-amerikanischer Graffiti-Künstler und Hip-Hop-Musiker                               | 49    |        |
| 27. Juni    | Claude Robin                  | französischer Fußballspieler                                                          | 69    |        |
| 28. Juni    | Bill Aucoin                   | US-amerikanischer Musikmanager                                                        | 66    |        |
| 28. Juni    | Robert Byrd                   | US-amerikanischer Politiker                                                           | 92    |        |
| 28. Juni    | Nicolas Hayek                 | Schweizer Unternehmer                                                                 | 82    |        |
| 28. Juni    | Willie Huber                  | kanadischer Eishockeyspieler                                                          | 52    |        |
| 28. Juni    | Joseph J. Musil               | US-amerikanischer Designer                                                            | 73    |        |
| 28. Juni    | Dietrich Nummert              | deutscher Journalist und Autor                                                        | 82    |        |
| 28. Juni    | Joya Sherrill                 | US-amerikanische Sängerin                                                             | 82    |        |
| 28. Juni    | Adolf Storms                  | mutmaßlicher NS-Kriegsverbrecher                                                      | 90    |        |
| 28. Juni    | Annette Tison                 | französische Zeichnerin und Architektin                                               | 67    |        |
| 28. Juni    | Rodolfo Torre Cantú           | mexikanischer Politiker                                                               | 46    |        |
| 28. Juni    | Kimihiko Tsukuda              | japanischer Manga-Zeichner                                                            | 80    |        |
| 28. Juni    | Eva Vargas                    | deutsche Künstlerin                                                                   | 79    |        |
| 28. Juni    | Wolfgang Weber                | österreichischer Regisseur                                                            | 74    |        |
| 29. Juni    | Alf Carretta                  | britischer Musiker                                                                    | 93    |        |
| 29. Juni    | Stefan Demary                 | deutscher Künstler                                                                    | 52    |        |
| 29. Juni    | Alfred Donath                 | Präsident des Schweizerischen Israelitischen Gemeindebundes                           | 78    |        |
| 29. Juni    | Carsten Peter Claussen        | deutscher Jurist                                                                      | 83    |        |
| 29. Juni    | Barry Elbasani                | US-amerikanischer Architekt                                                           | 69    |        |
| 29. Juni    | Mary Evans                    | britische Bildarchivarin                                                              | 74    |        |
| 29. Juni    | Guido Frei                    | Schweizer Fernsehdirektor                                                             | 89    |        |
| 29. Juni    | Gisela Graupner               | deutsche Schauspielerin                                                               | 82    | [ 18 ] |
| 29. Juni    | Axel Herzog                   | deutscher Autor                                                                       | 65    |        |
| 29. Juni    | Marc Julia                    | französischer Chemiker                                                                | 87    |        |
| 29. Juni    | Herbert Kneifel               | österreichischer Archivar und Politiker                                               | 102   |        |
| 29. Juni    | Rudolf Leopold                | österreichischer Kunstsammler                                                         | 85    |        |
| 29. Juni    | Chandgi Ram                   | indischer Ringer                                                                      | 72    |        |
| 29. Juni    | Queen Jane                    | kenianische Sängerin                                                                  | 45    |        |
| 29. Juni    | Pietro Taricone               | italienischer Schauspieler                                                            | 35    |        |
| 30. Juni    | Bruno Côté                    | kanadischer Maler                                                                     | 69    |        |
| 30. Juni    | Miodrag Đukić                 | serbischer Schriftsteller und Politiker                                               | 71    |        |
| 30. Juni    | Xavier Elies i Gibert         | katalanischer Liedermacher und Sänger                                                 | 69    |        |
| 30. Juni    | Herbert Hoffmann              | deutscher Tätowierer                                                                  | 90    |        |
| 30. Juni    | Elliott Kastner               | US-amerikanischer Filmproduzent                                                       | 80    |        |
| 30. Juni    | Josef Kern                    | österreichischer Volksmusiker                                                         | 76    |        |
| 30. Juni    | Harry Klein                   | britischer Musiker                                                                    | 81    |        |
| 30. Juni    | Detlef Krauß                  | deutscher Rechtswissenschaftler                                                       | 76    |        |
| 30. Juni    | Lolita                        | österreichische Schlagersängerin, Schauspielerin, Fernsehmoderatorin                  | 79    |        |
| 30. Juni    | Denny Moyer                   | US-amerikanischer Boxer                                                               | 70    |        |
| 30. Juni    | Gordon Mulholland             | britischer Schauspieler                                                               | 89    |        |
| 30. Juni    | Park Yong-ha                  | koreanischer Schauspieler                                                             | 33    |        |
|             | Ken Hyde                      | englischer Tischtennisspieler                                                         |       |        |